# Arheološki muzej Konya
Arheološki muzej Konya je državni arheološki muzej v Konyi v Turčiji. Ustanovljen je bil leta 1901 in bil dvakrat premaknjen, preden se je leta 1962 preselil na sedanjo lokacijo.  Med najpomembnejšimi predmeti v muzeju je sarkofag in drugi predmeti iz starodavnega mesta Çatalhöyük. Drugi eksponati se nanašajo na neolitsko, bronasto dobo (staro in srednje bronasto obdobje), železno dobo (Frigija in Urartu), klasično, helenistično, rimsko in bizantinsko obdobje; artefakti so keramični izdelki, kamniti in bronasti predmeti, okraski in napisi. >Predloga:Sfb  Znamenit je marmornat sarkofag iz 3. stoletja pr. n. št. z izdelanim kiparskim okrasom, ki prikazuje Herkulovo življenje. Na zunanjem odprtem vrtu muzeja so številne majhne skulpture, sarkofagi, glave stebrov in epigrafi.

## Zgodovina
Muzej je bil ustanovljen leta 1901 v enem vogalu Srednje šole Karma. Leta 1927 je bil  prestavljen v Mevlanov muzej  in leta 1953 v İplikçi mošejo. Muzej se je ponovno odprl v novi stavbi na sedanji lokaciji leta 1962. Je v središču mesta Konya, dostopen po ozki poti in je na Sahip Ata Caddesi. Arheološki muzej Konya je eden od osmih muzejev, ki so v lasti države v Konyi. 

## Prostori
V stavbi je več razstavnih dvoran:
Predzgodovinska dvorana s starinami neolitskega obdobja (3000-1950 pr. n. št.) iz izkopanin v Çatalhöyüku, ki so sestavljene iz terakota lončenine in kamnitih orodij; artefakti iz starega bronastega obdobja (1950-1750 pr. n. št.), večinoma rebrasta terakota keramika iz arheoloških izkopavanj pri Virginu, Karahöyük in Beyşehiru; srednje bronaste dobe (1950-1750 pr. n. št.) terakota izdelkov in bronastih obročev iz Konya Karahöyük.
V železnodobni dvorani so razstavljene poslikane in druge vrste keramike v različnih oblikah od železne dobe (od 8. do 6. stoletja pred našim štetjem) iz Alaaddinovega hriva v Konyi, Frigije in Kıcıkışla ter figurice iz Urartuja; klasično obdobje starin, ki so jih našli z izkopavanji na Kıcıkışla in Lekythoses v obliki kiliksov in oinohoev okrašena in pobarvana v črni barvi; eksponati helenističnega obdobja so datirani na 330-30 pr. n. št. in so sestavljeni iz keramike različnih vrst in rimskega obdobja majhne bronaste artefakte Hermesa, Erosa in bikov.
V dvorani rimskega obdobja so prikazani predmeti od leta 30. pr. n. št. do 395. n. št. iz Ikonije  Heraklejev sarkofag s stebri (250-260), keramika, stekleni predmeti, slonovina in ornamenti.
Bizantinsko obdobje (395-1453) predstavljajo talni mozaiki iz cerkve Tatköy v Silleju, Tatköyju, Çumri, Alibeyhöyüku in Kırklareliu, pa tudi bronasta vratna trkala, ročaji za kotle, križi, oznake in konice puščic. Glavni eksponati iz 3. stoletja so marmornat sarkofagz izklesanimi prizori iz Herkulovega življenja, sarkofag iz gline iz rimskega obdobja, marmornat sarkofag z vrezanimi girlandami, skulpture Pozejdona iz 2. stoletja in verska kamnita plošča boginje Kibele (anatolska zaveznica).

## Zbirke
Muzej hrani napise, zbrane z lokacij znotraj mesta in bližnjih krajev. Ti so sestavljeni iz 231 napisov v grščini, od katerih jih je 91 iz Konye, ostali pa so iz drugih krajev v bližini. Poleg teh je deset latinskih napisov. 
Druga pomembna zbirka na ogled je sestavljena iz šestih trgovskih amfor, narejenih za shranjevanje vina, garuma in oljčnega olja za pomorsko trgovanje. Te so bile izdelane posebej v različnih podskupinah v obliki z opaženim dnom, tako da bi jih lahko največje število namestili v prazne prostore na ladji, da bi ohranili stabilno obliko med potovanjem. 

## Okolica muzeja
Poleg eksponatov v muzeju so na posesti majhne skulpture, sarkofagi, glave stebrov in epigrafi. Vhodna veranda in na sprednjem vrtu so tudi razstave. Veranda ima eksponate bizantinskega obdobja iz kamna in marmorja iz Sille in Konya in nagrobne plošče iz rimskega obdobja. Dve pomembni skulpturi, ki sta razstavljeni na odprtem dvorišču muzeja sta blok apnenca z napisom iz Derbe, ki je bil pripisan obdobju apostola Pavla in dva kamnita spomenika z napisi; eden je apnenec z imenom mesta Derbe, drugi pa oltarski del z imenom Lystra, vpisan na njem.